# Luke Perry
Coy Luther "Luke" Perry III (11/10/1966 – 4/3/2019) là nam diễn viên người Mỹ. Ông từng vào vai Dylan McKay trong sê-ri truyền hình Beverly Hills, 90210 giai đoạn năm 1990–1995 và 1998–2000.

## Thời thơ ấu
Luke Perry sinh năm 1966 ở Mansfield, Ohio. Ông là con trai của Ann Perry và Coy Luther Perry Jr.. Cha mẹ ông chia tay năm 1972.

## Đời tư
Perry kết hôn với Rachel Minnie Sharp ngày 20/11/1993 ở Beverly Hills. Cả hai ly thân năm 2003. Họ có hai người con chung là Jack Perry (15/6/1997) và Sophie Perry (7/6/2000). Jack Perry cũng là một đô vật chuyên nghiệp với biệt danh "Jungle Boy" Nate Coy, ông từng ký hợp đồng với cơ sở thi đấu All Elite Wrestling (AEW).